# Československo-sovětské přátelství

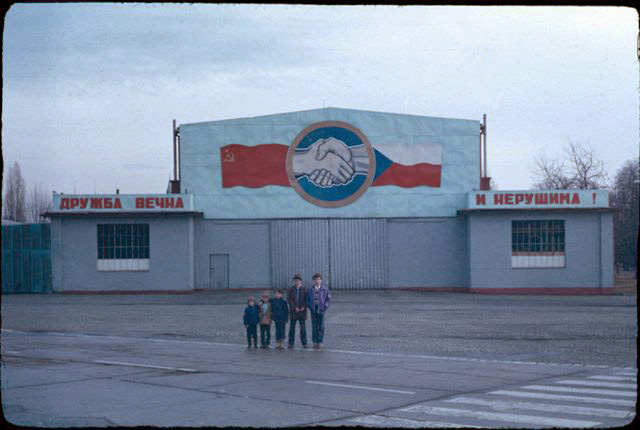
Fotografie z vojenské základny v Milovicích, používané od roku 1968 sovětskou armádou. Nápis na tankovém hangáru, mezi sovětskou a čs. vlajkou hlásí: "Věčné, a nezničitelné přátelství!"

Československo-sovětské přátelství (ČSP) byl po druhé světové válce až do normalizace termín, jenž měl vykreslovat spolupráci a jednotu lidu Československa a Sovětského svazu. Myšlenka pokrokovosti SSSR a užitečnosti přátelství byla propagována například pomocí Měsíce ČSP. Ten organizoval Svaz československo-sovětského přátelství, hlavní propagátor tohoto hesla v zemi, které sloužilo k legitimizaci moci komunistického režimu v Československu.
Bylo vyobrazováno jako odhodlané spojenectví založené na slově z ruštiny „družba“, jakožto termínu sovětské režimní internacionalistické ideologie marxismu-leninismu, který ve většině zemí Varšavské smlouvy využíval různých motivů založených na panslovanských základech. V rámci spojenectví se konaly velké akce (let prvního československého kosmonauta Vladimíra Remka do vesmíru na palubě sovětské lodi, vybudování pražského metra jakožto „stavby československo-sovětského přátelství“ včetně stanice Moskevská (dnes Anděl) a jejího moskevského protějšku Pražskaja.
Za významnou stavbu vzájemného prátelství byl také považován ropovod Družba, který Československo napojil na sovětské zdroje surovin.

## Vývoj
Sympatie k Sovětskému svazu v Československu byly po druhé světové válce značné, vzhledem k tomu, že země byla před druhou světovou válkou zrazena svými západními spojenci (Mnichovská dohoda), zatímco Rudá armáda zemi nacistické okupace zbavila. Jedním z předních komunistických hesel se stalo Se Sovětským svazem na věčné časy, někdy doplněné o: a nikdy jinak. To bylo užito jako název výboru textů a projevů Klementa Gottwalda. V roce 1951 tak byla pojmenována výstava v domě U Hybernů pořádaná v Měsíci československo-sovětského přátelství, která propagovala „velikou zemi socialismu“ a také model Stalinova pomníku (dokončen 1955), na kterém přátelství reprezentují představité československého a sovětského lidu seřazení z jedné a druhé strany za Stalinem.
V pozdějších letech ale sympatie začaly klesat; největší deziluze pak přišla s pražským jarem 1968 a okupací vojsky Varšavské smlouvy, jejichž velkou většinu tvořila právě vojska sovětská. V dobách normalizace se tak československo-sovětské přátelství stalo v podstatě z velké míry jen jednou z prázdných, oficiálních a vynucovaných frází, jež charakterizovaly a udržovaly v chodu tehdejší komunistický režim.